# 부전역 (도시철도)
부전(부산시민공원·송상현 광장)역(Bujeon station, 釜田(釜山市民公園·宋象賢 廣場)驛)은 부산광역시 부산진구 부전동에 있는 부산 도시철도 1호선의 전철역이다. 이 역과 서면역은 지하상가로 연결돼 있어서 지하로 걸어 갈 수 있다.
인근에 동해선 부전역이 있으나, 이 역과 직결된 환승 통로는 없다. 1회권 양식도 서로 다르기 때문에, 동해선 전철을 이용하려면 역에서 나온 후 교통카드로 환승해야 한다. 비슷한 방식의 환승을 대경선 대구역과 동대구역에서 이용하고 있다.

## 역사
- 1985년 7월 19일: 부산 도시철도 1호선 개통과 함께 부전동역으로 영업 개시
- 2010년 2월 24일: 부전역으로 역명 변경
- 2014년 4월: 부역명 부산시민공원·송상현 광장 추가

## 역 구조
2면 2선 상대식 승강장이 있는 지하역이다. 스크린도어가 설치되어 있고, 반대편으로는 횡단할 수 없다.

### 승강장
| 서면 ↑ |
| \| 상  |
| ↓ 양정 |

| 상행 | ● 부산 도시철도 1호선 | 다대포해수욕장 방면      |
| 하행 | ● 부산 도시철도 1호선 | 연산·교대·동래·노포 방면 |

## 역 주변
역 인근에 경전선동해선 부전역과 부전시장, 부산시민공원 등이 있다.
- 동해선, ● 동해선 광역전철 부전역
- 부전시장
- 부산진등기소
- 부산진구 노인 장애인 복지관
- 대한적십자사 부산지사
- 부산인력은행
- 부산전자종합상가
- 국민건강보험공단
- 부산시민공원
- 송상현광장
- 부산진경찰서
- 항도중학교
- 전포초등학교
- 스마트병원

## 승차량 변동
| 역 노선 | 승차 인원 | 승차 인원 | 승차 인원 | 승차 인원 | 승차 인원 | 승차 인원 | 승차 인원 | 승차 인원 | 승차 인원 | 승차 인원 | 승차 인원 | 승차 인원 | 승차 인원 | 승차 인원 | 주 석 |
| 역 노선 | 2002년    | 2003년    | 2004년    | 2005년    | 2006년    | 2007년    | 2008년    | 2009년    | 2010년    | 2011년    | 2012년    | 2013년    | 2014년    | 2015년    | 주 석 |
| ------- | --------- | --------- | --------- | --------- | --------- | --------- | --------- | --------- | --------- | --------- | --------- | --------- | --------- | --------- | ----- |
| 1호선   | 15205     | 13840     | 13057     | 12824     | 12939     | 13216     | 14319     | 14826     | 15453     | 16231     | 16687     | 17027     | 17880     | 17862     | [ 1 ] |

## 사진

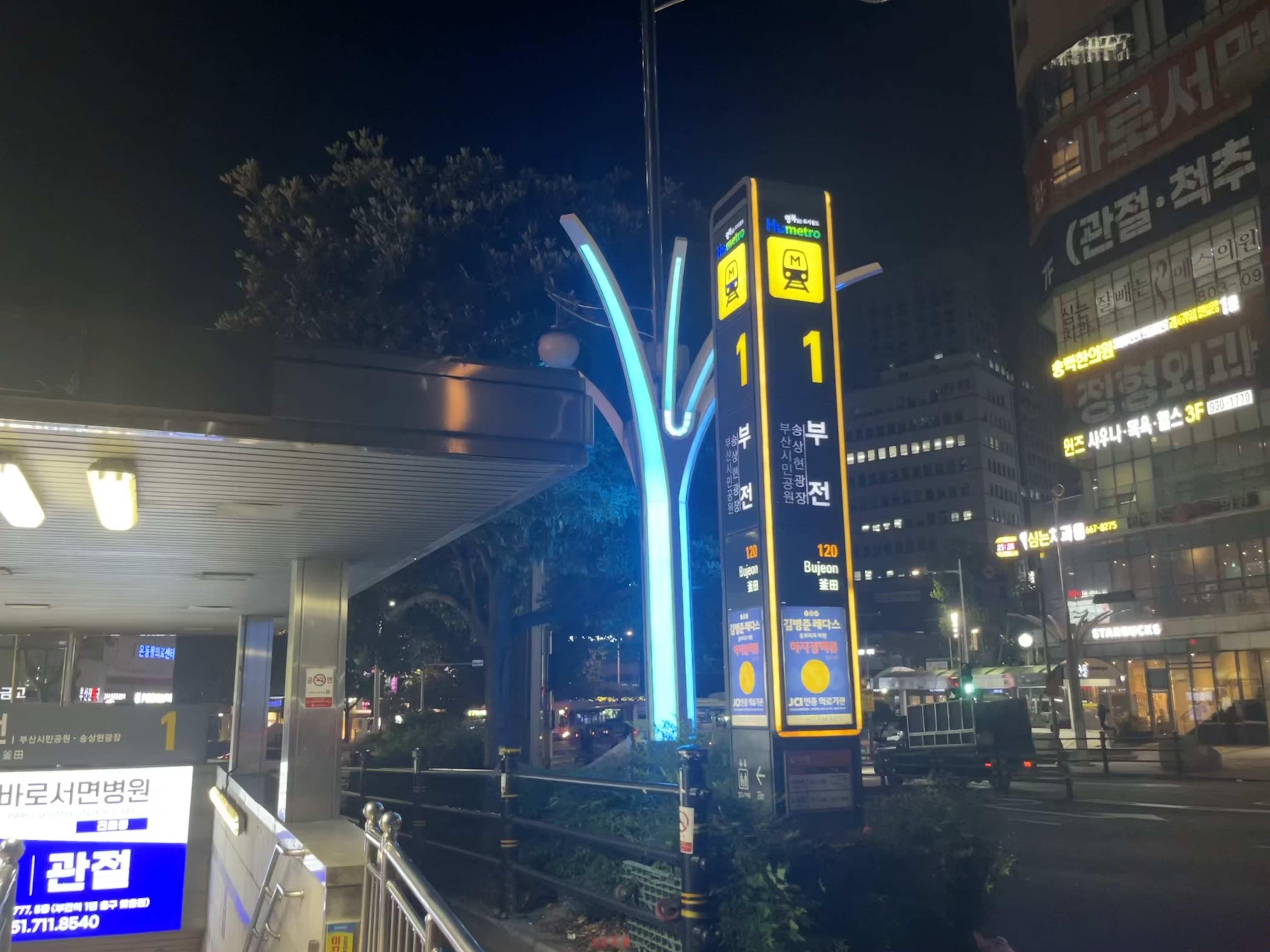
1번출구
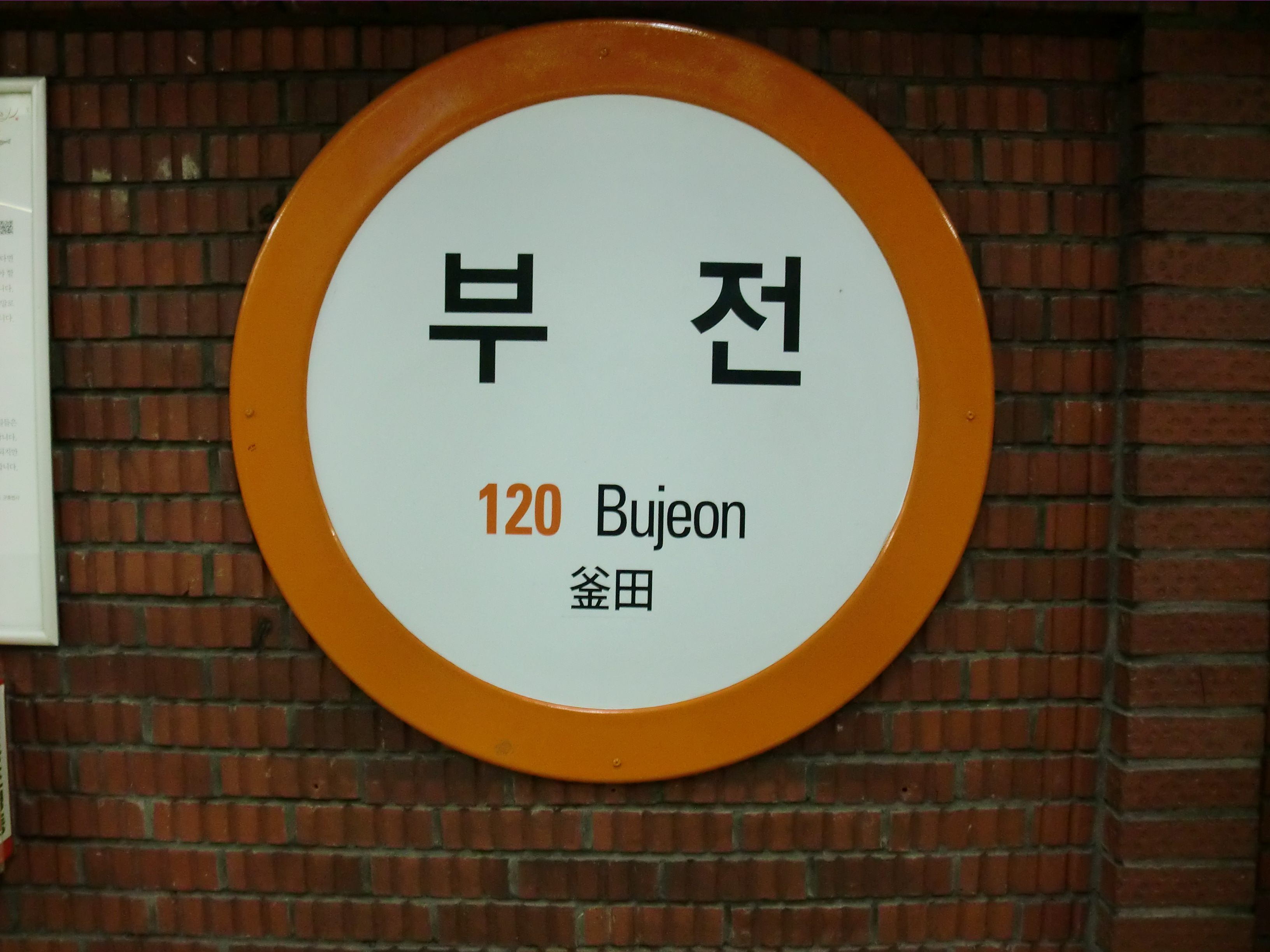
부기 전 역명판
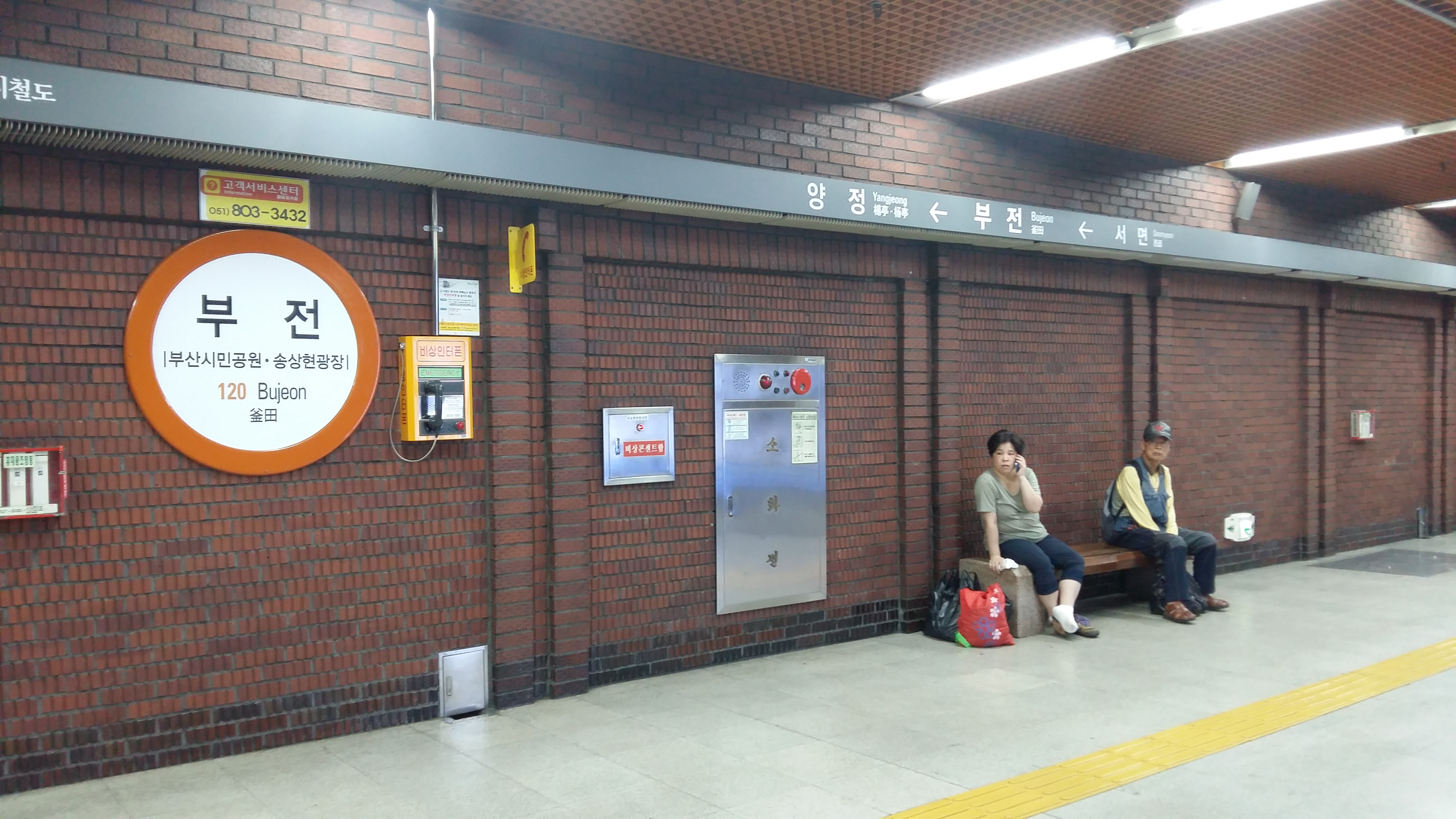
승강장
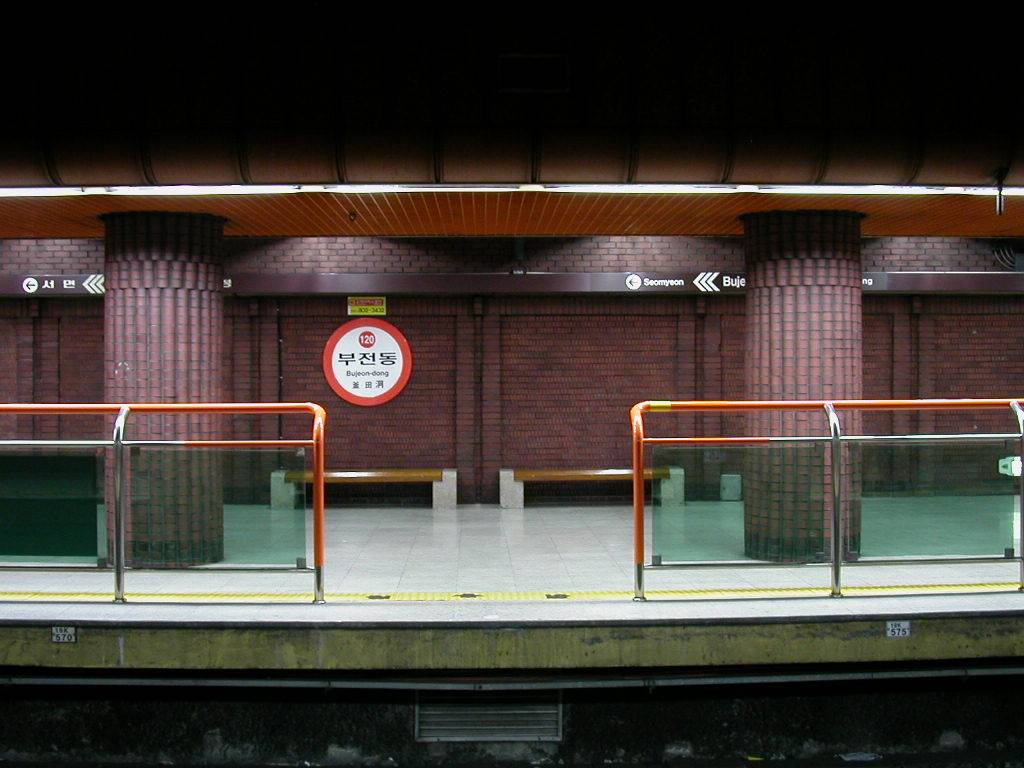
부전동역 승강장(스크린도어 설치 전)

## 인접한 역
| 부산 도시철도 1호선          | 부산 도시철도 1호선   | 부산 도시철도 1호선 |
| ---------------------------- | --------------------- | ------------------- |
| 119 서면 다대포해수욕장 방면 | ● 부산 도시철도 1호선 | 121 양정 노포 방면  |